# Шамянь
Шамянь (кит. 沙面, пиньинь Shāmiàn, ранее также употреблялось Шаминь) — уличный комитет в составе района Ливань города Гуанчжоу. Расположен на одноимённом острове, который с 1859 по 1946 год занимали концессии Великобритании и Франции. Преобладает колониальная европейская архитектура, привлекающая многочисленных туристов.
Исторически Шамянь был местом, где располагались консульства и другие дипломатические представительства иностранных государств в Гуанчжоу, однако по состоянию на 2021 год единственным оставшимся консульством является Генеральное консульство Польши (в 2013 году Генеральное консульство Соединённых Штатов переехало в Новый город Чжуцзян).

## География
Исторический район Шамянь занимает одноимённый овальный остров, название которого с китайского языка буквально переводится как «песчаная поверхность» (территория образовалась благодаря аллювиальным отложениям Жемчужной реки). Остров Шамянь занимает площадь 0,3 км², он протянулся на 900 метров с запада на восток и на 300 метров с севера на юг. С юга Шамянь граничит с Жемчужной рекой, с трёх других сторон отделён от материка каналом.
Нынешнее южное побережье острова Шамянь расположено на намывной территории, отвоёванной у реки (от гостиницы White Swan до западного берега канала).

## Планировка

Карта острова 1920-х годов

Планировка района сохранилась со второй половины XIX века, когда британцы и французы поделили остров, проложили прямые улицы и разбили общественные сады. В центре острова с запада на восток пролегает главная магистраль — бульвар Шамянь (Shamian Dajie), который с севера на юг под прямым углом пересекают пять улиц — Первая, Вторая, Третья, Четвёртая и Пятая. Вдоль южного и северного побережья острова расположены оживлённые набережные, идущие параллельно главному бульвару — соответственно улицы Южная Шамянь (Shamian Nanjie) и Северная Шамянь (Shamian Beijie).

## История

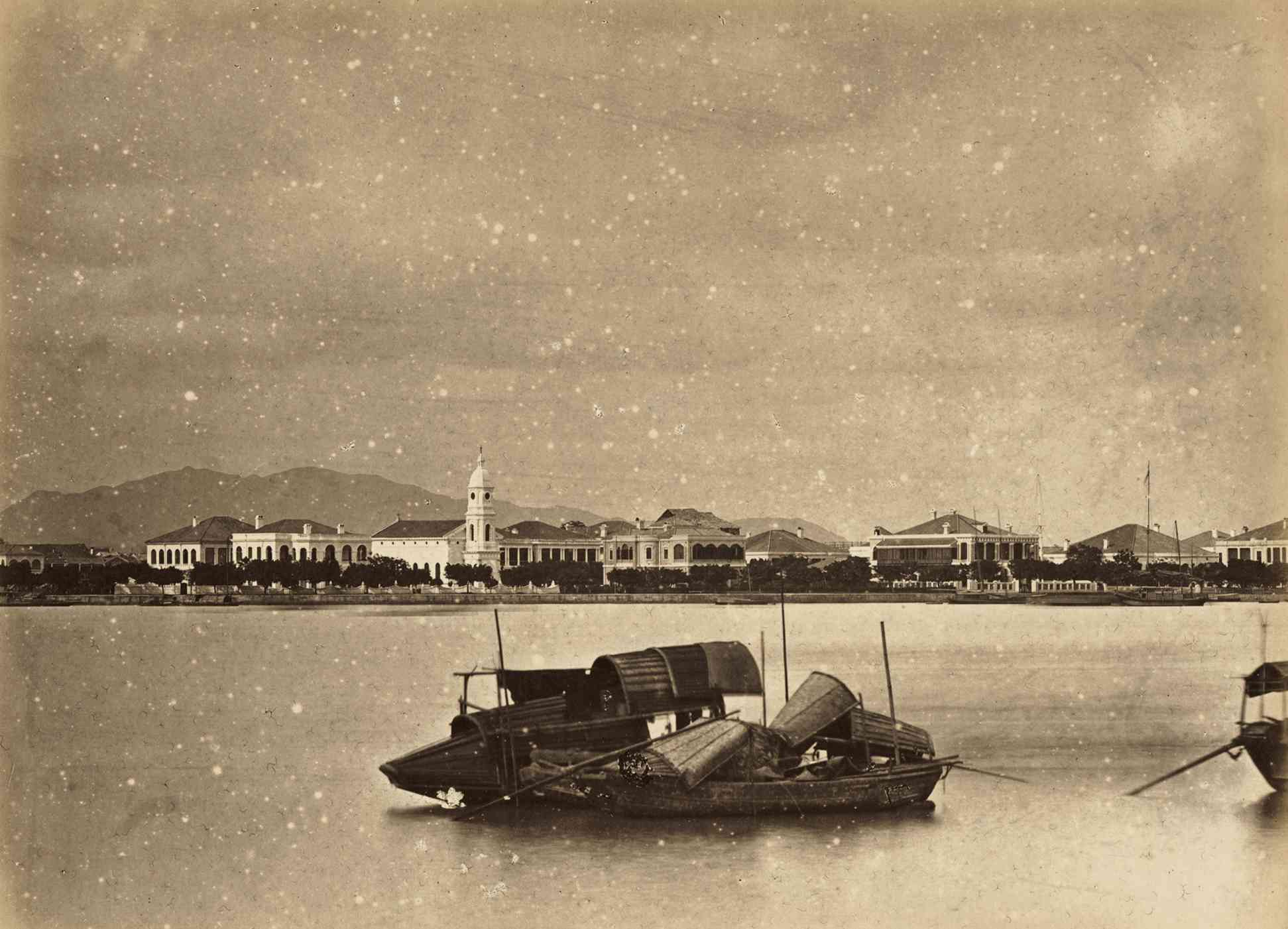
Шамянь в 1870 году со стороны Жемчужной реки

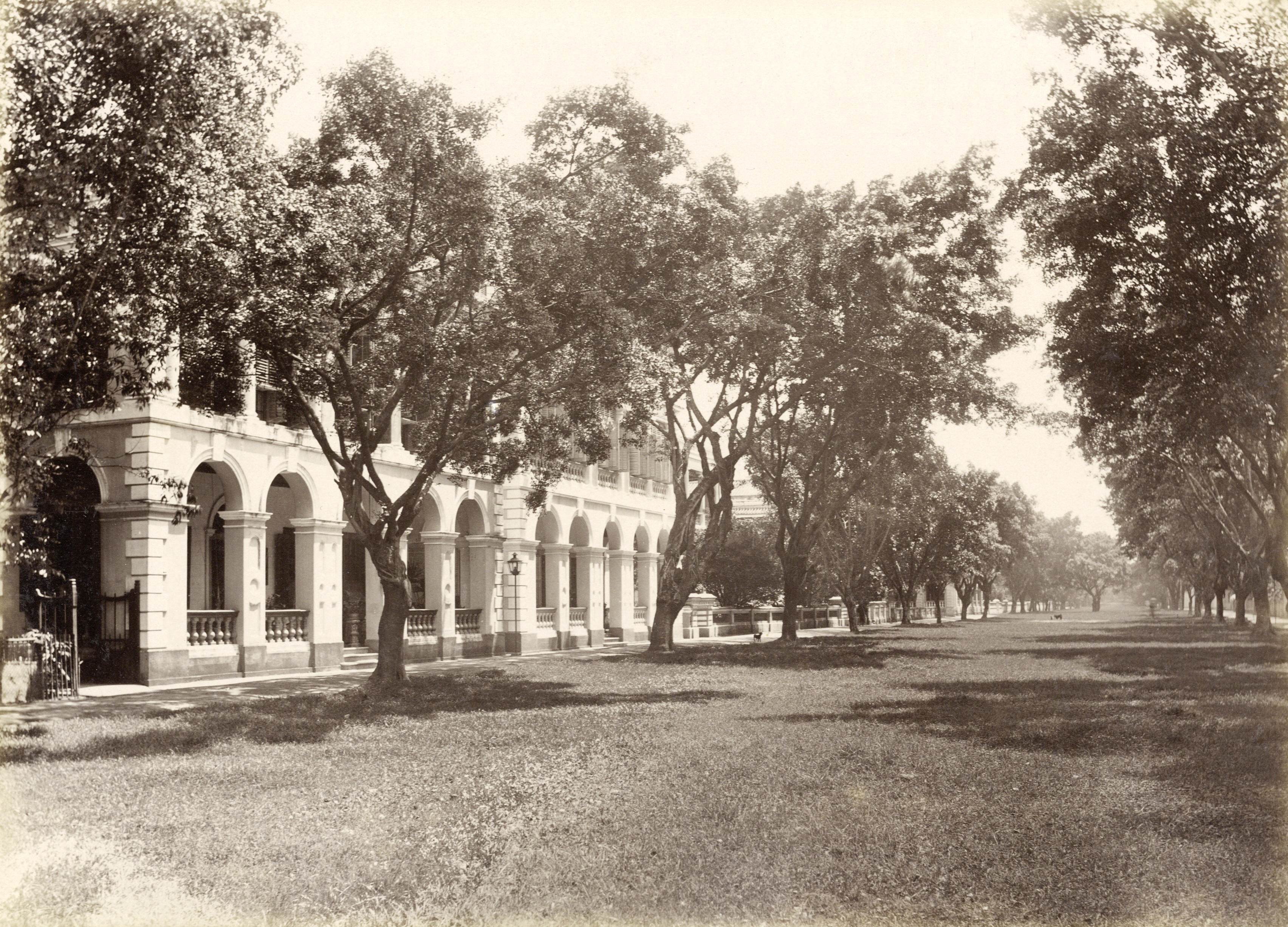
Центральная авеню Шамяня в 1870-х годах

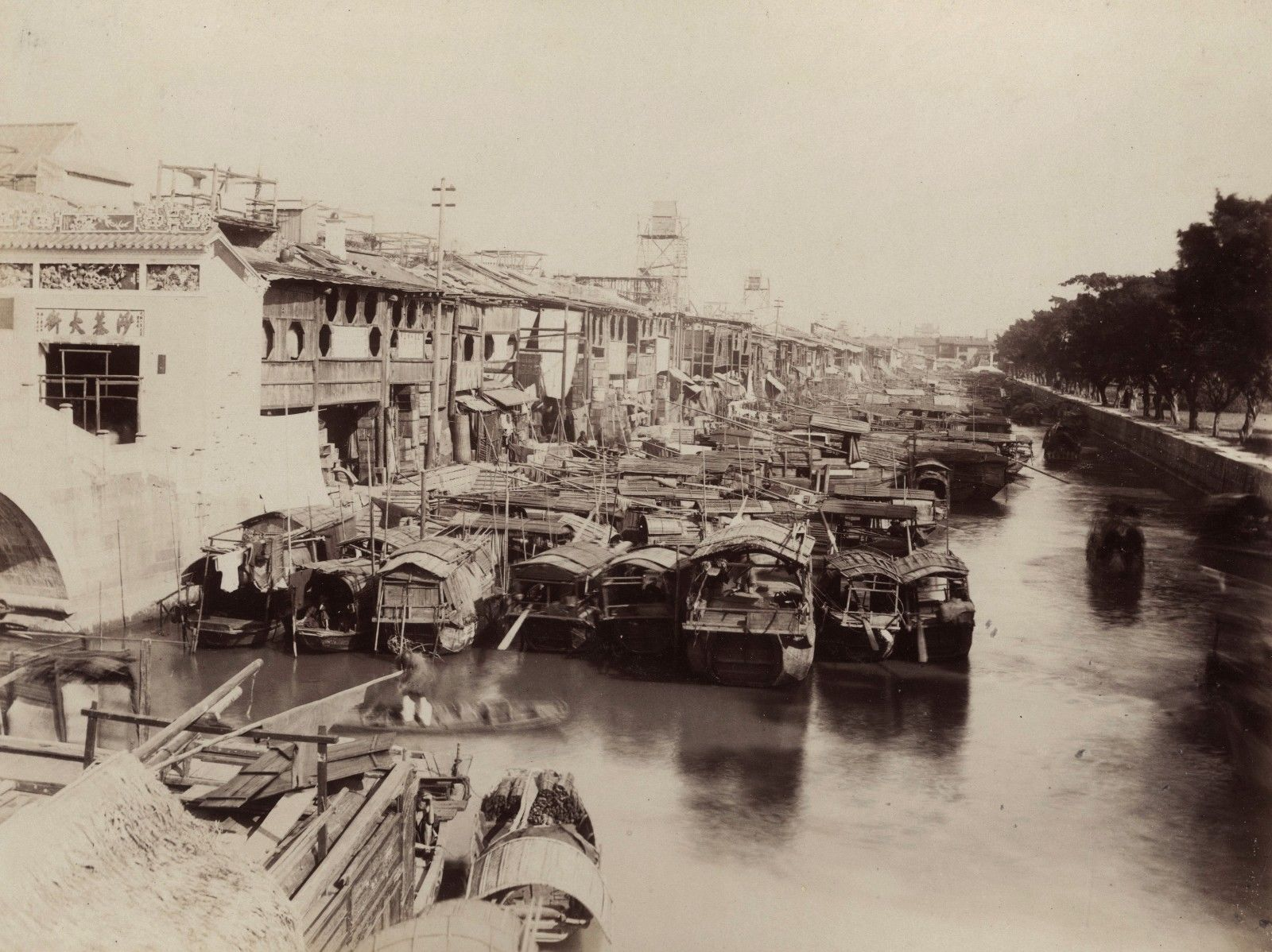
Канал, отделявший Шамянь от Кантона, в 1880 году

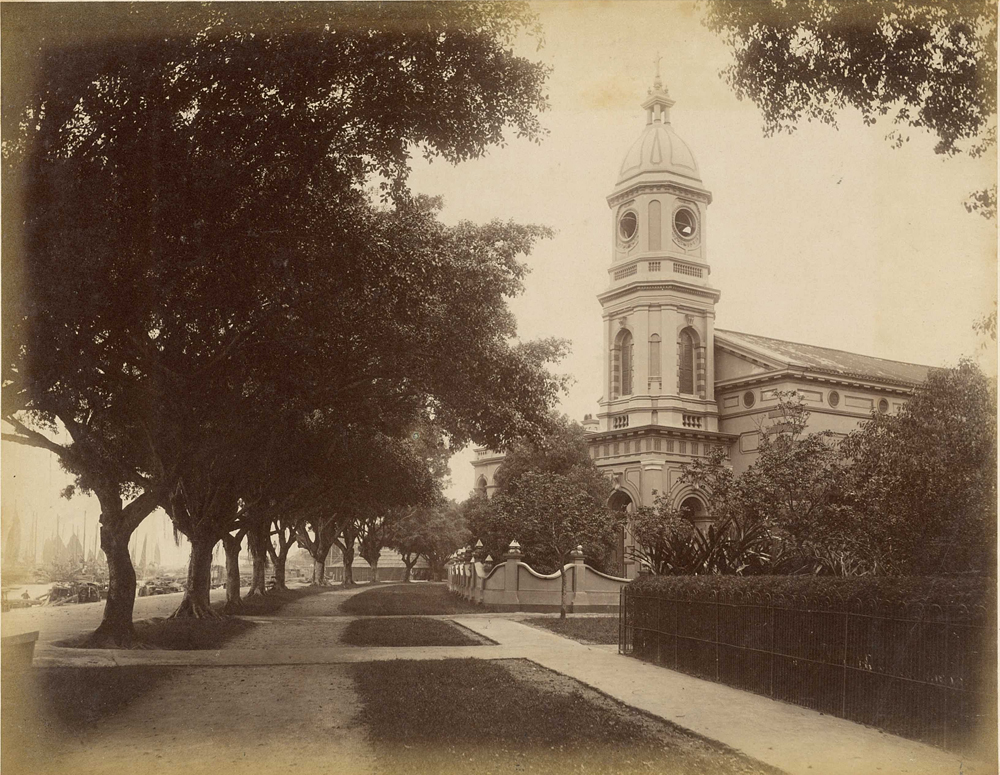
Английская церковь в 1895 году

В древности Шамянь был известен как Чжунлюша и Шицюйчжоу. Начиная с эпохи империи Сун эта местность служила важным внешнеторговым портом Гуанчжоу. На рубеже XVIII и XIX веков главными центрами внешней торговли Цинского Китая служили район «Тринадцать факторий», располагавшийся к востоку от современного Шамяня, и портовый район Вампоа (Хуанпу), располагавшийся на острове Хэнань. Сам Шамянь в те времена служил местом якорной стоянки для тысяч даньцзя.
Во время Первой опиумной войны Шамянь служил стратегическим пунктом обороны Гуанчжоу. 18 марта 1841 года британцы разбили китайские войска и захватили форт Шамянь. В апреле 1847 года британские корабли вновь захватили форт Шамянь и другие китайские форты вдоль Жемчужной реки. Осенью 1856 года, в начале Второй опиумной войны, британские войска под командованием адмирала Майкла Сеймура снова отбили китайские форты вдоль реки, включая Шамянь. Во время атаки на Гуанчжоу «Тринадцать факторий» сгорели в результате масштабного пожара и уже не были восстановлены. Иностранные коммерсанты сначала обосновались на острове Хэнань, а после окончания военных действий цинские власти были вынуждены сдать Шамянь в аренду британцам и французам, которые построили новый анклав рядом с остатками старых торговых факторий.
Британцы заняли 3/5 территории концессии, а французы — 2/5. В 1859—1862 годах был прорыт канал, отделивший Шамянь от северного берега Жемчужной реки. В северной и восточной частях острова были построены каменные арочные мосты, соединявшие концессии с материковой частью Кантона (ежедневно вечером в целях безопасности проход по мостам закрывался). Британский мост охраняли полицейские сикхи из Британской Индии, а Французский мост — вьетнамские рекруты из Французской Кохинхины.
В первой четверти XX века Шамянь переживал свой расцвет. Британская концессия занимала западную часть острова, французская — восточную (кроме британцев и французов здесь присутствовали коммерсанты и дипломаты из США, Голландии, Италии, Германии, Португалии и Японии). Доминантой британского квартала была англиканская церковь, доминантой французского квартала — католическая часовня. На северной набережной находился Британский мост, на восточной — Французский мост. Южную часть острова занимали Французский и Английский сады, теннисные корты, футбольное поле, поле для крикета и причалы для яхт. В центре острова пролегала Центральная авеню, на которую выходили фасады самых престижных и богатых зданий. Параллельно Центральной авеню пролегали Канал-стрит на севере и Фронт-авеню на юге.
Летом 1925 года в ответ на события 30 мая Кантон и Гонконг охватила масштабная Сянган-Гуанчжоуская забастовка. Китайцы в знак солидарности стали покидать Шамянь и бойкотировать европейские товары. 23 июня 1925 года в Старом Гуанчжоу на митинг собралось более 100 тыс. человек, которые объявили свои требования — изгнать иностранцев из Китая и разорвать неравные договоры. Когда толпа ночью двинулась в сторону Западного моста, британские, французские и португальские солдаты открыли стрельбу. Кроме того, британские корабли также обстреляли побережье Кантона. В результате вооружённого конфликта более 50 человек погибли и более 170 получили тяжелые ранения (среди убитых оказалось 23 курсанта и солдата академии Вампу).
В октябре 1938 года Гуанчжоу захватили японские войска. После окончания Японо-китайской войны гоминьдановское правительство взяло Шамянь под свой контроль. В 1946 году англо-французский сеттльмент в Шамяне был упразднён. В октябре 1949 года Гуанчжоу заняли войска коммунистов. Новые власти превратили частные особняки Шамяня в государственные учреждения или многоквартирные дома, а церкви — в промышленные предприятия и склады. В 1959 году Шамянь посетил глава правительства Чжоу Эньлай, который приказал взять под охрану исторические здания и открыть их для туристов. С 1990-х годов власти города начали восстанавливать и реставрировать пришедшие в упадок здания колониальной эпохи.

## Достопримечательности

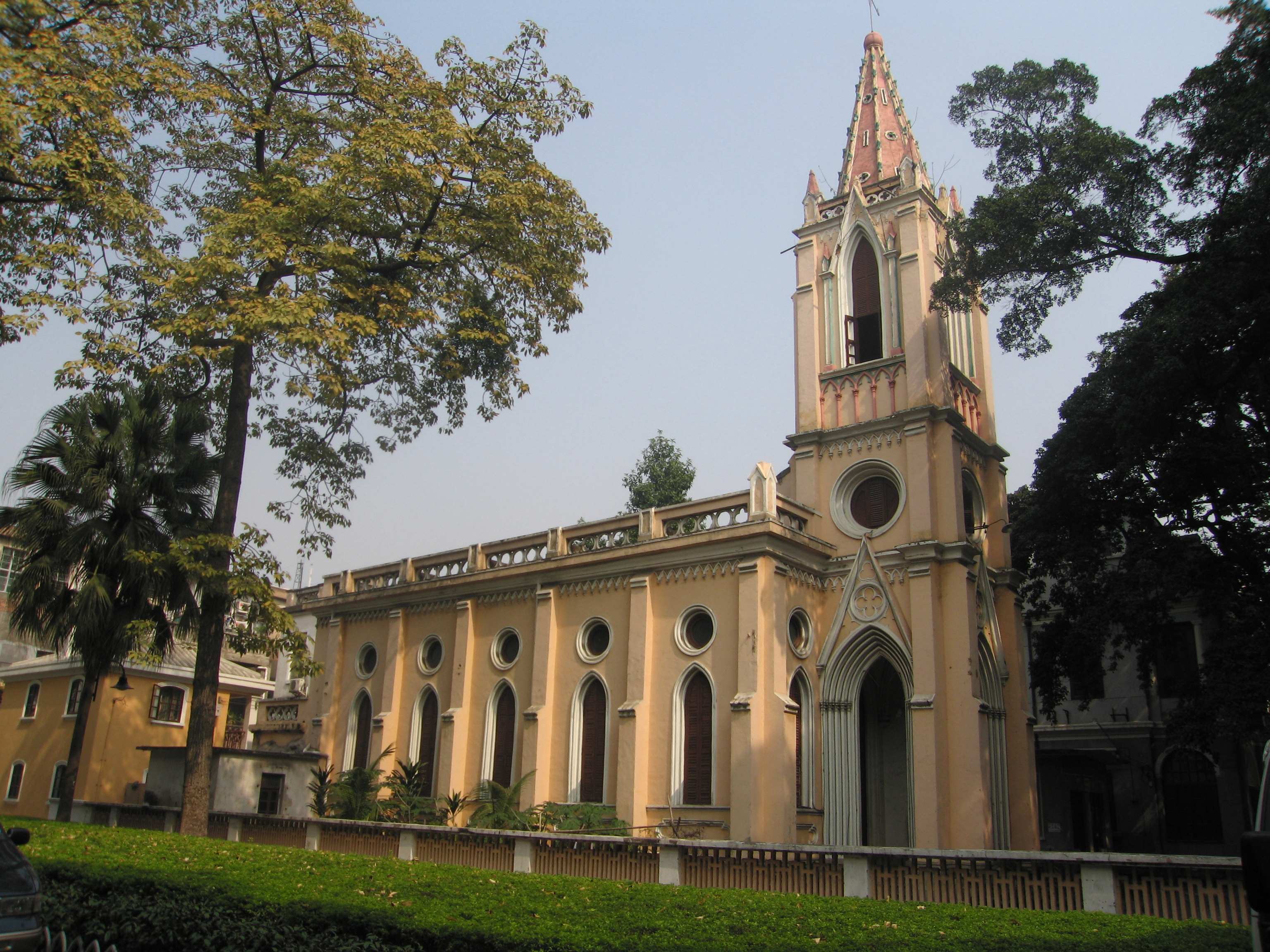
Католическая часовня

Государство тщательно охраняет как общую планировку исторического района Шамянь, так и многие отдельные здания второй половины XIX — первой половины XX века, созданные по заказу британцев, французов, американцев, немцев, итальянцев, голландцев, португальцев и японцев, которые строили на острове свои дипломатические представительства, офисы банков и торговых компаний, жилые дома.
- Британская протестантская церковь или «Шамянь Тан» (1865).
- Французская католическая часовня Лурдской Богоматери (1892).
- Полицейский участок Шамяня.
- Особняк № 54 по бульвару Шамянь, где ранее размещалось консульство Норвегии.
- Особняк № 56 по бульвару Шамянь, где ранее размещалось консульство США.
- Особняк № 59 по бульвару Шамянь, где ранее размещались Asiatic Petroleum Company и консульство Германии.
- Особняк № 68 по бульвару Шамянь (1916), где ранее размещалось консульство Советского Союза.
- Особняк № 20 по улице Южная Шамянь, где ранее размещалось консульство Франции.
- Особняк № 22 по улице Южная Шамянь, где ранее размещалось консульство Японии.
- Особняк № 42 по улице Южная Шамянь, где ранее размещалось консульство Португалии.
- Особняки № 44—46 по улице Южная Шамянь, где ранее размещалось консульство Великобритании.
- Особняк № 1 по улице Северная Шамянь (1911), где ранее размещались консульство Чехословакии и торговое представительство Северной Кореи.

## Экономика
В период концессий (1859—1946) в Шамяне базировались офисы многочисленных торговых домов, работавших на Дальнем Востоке — Jardine, Matheson & Co., Butterfield & Swire, Dodwell & Co., Shewan, Tomes & Co., Russell & Co., A.S. Watson & Co., Reiss, Bradley & Co., Loxley & Co., Anderson, Meyers & Co., Reuter, Brockelmann & Co., T.E. Griffith & Co., John Manners & Co., Carlowitz & Co., C. Melchers & Co. и Mitsui Bussan Kaisha. Кроме того, в Шамяне располагались такие крупные банки и страховые компании, как Hongkong & Shanghai Bank, Chartered Bank, P&O Bank, International Bank, Yokohama Specie Bank, Bank of Taiwan, Banque de l'Indochine, Banque Industrielle de Chine, Deutsch-Asiatische Bank, Nederlandsch-Indische Handelsbank и Union Insurance Society of Canton, а также офисы нефтяных компаний Asiatic Petroleum Company (дочернее предприятие Royal Dutch Shell), Standard Oil Company of New York и Texas Fuel Company, химической компании The Imperial Chemistry Industries.

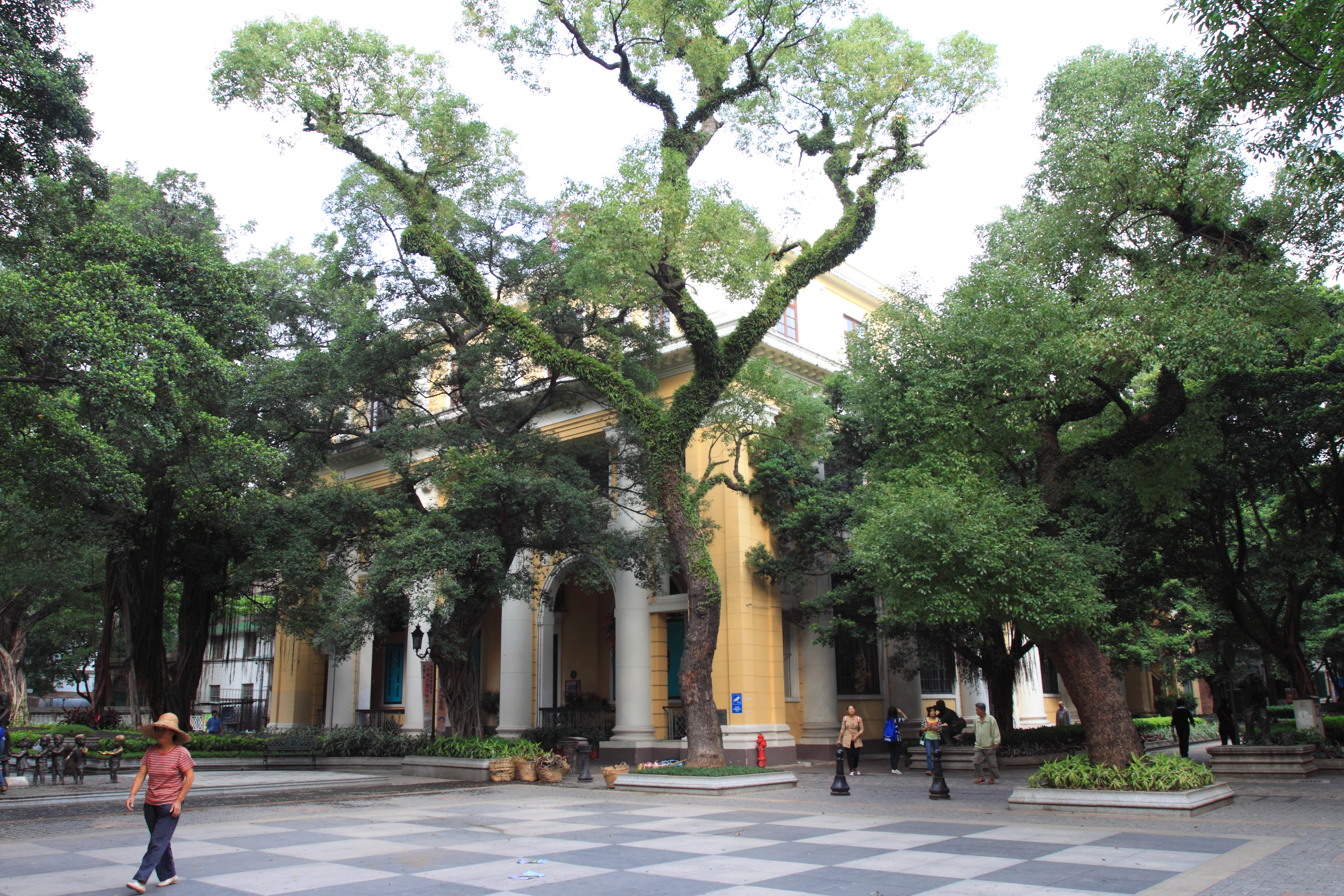
Здание International Bank
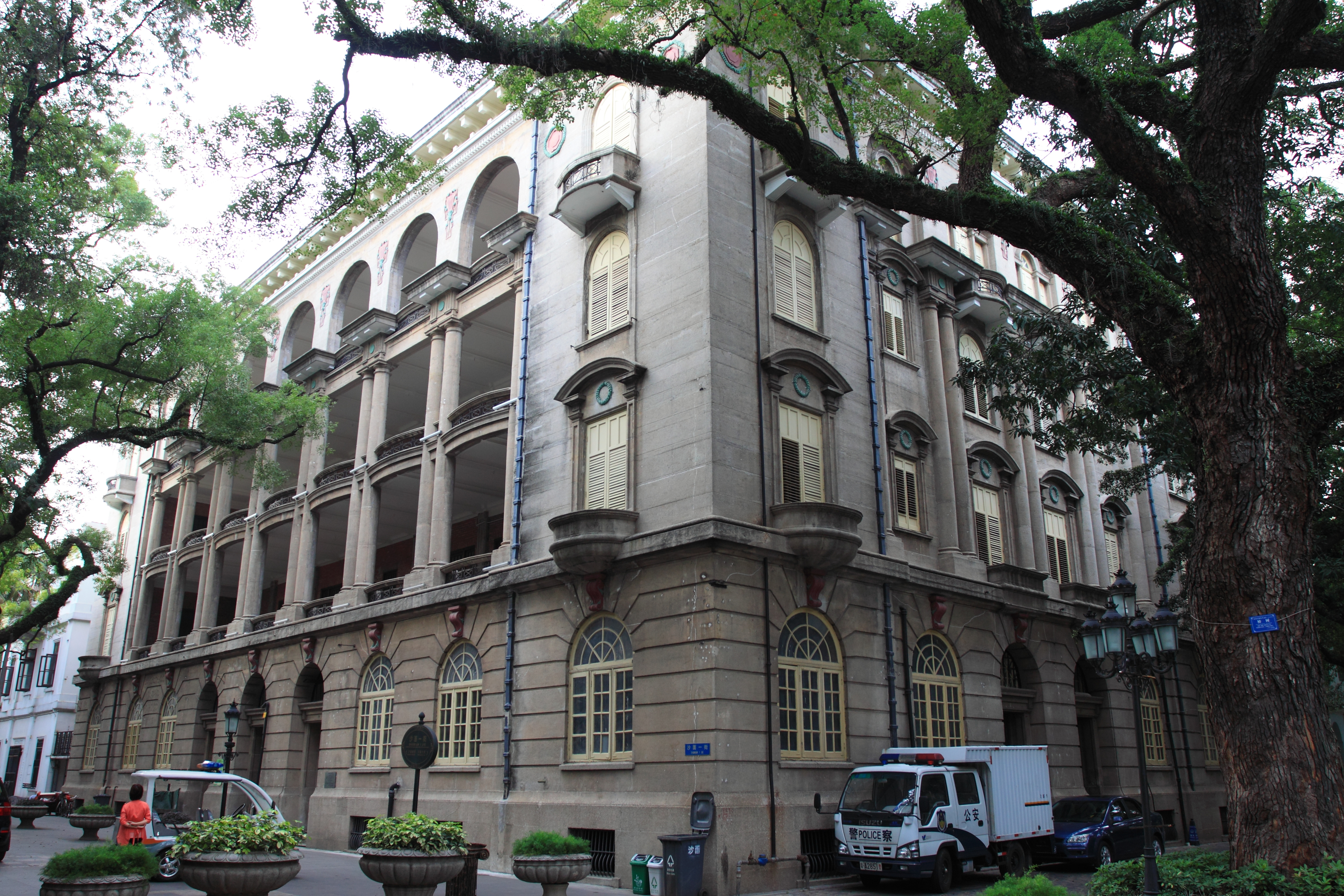
Здание Banque de l'Indochine
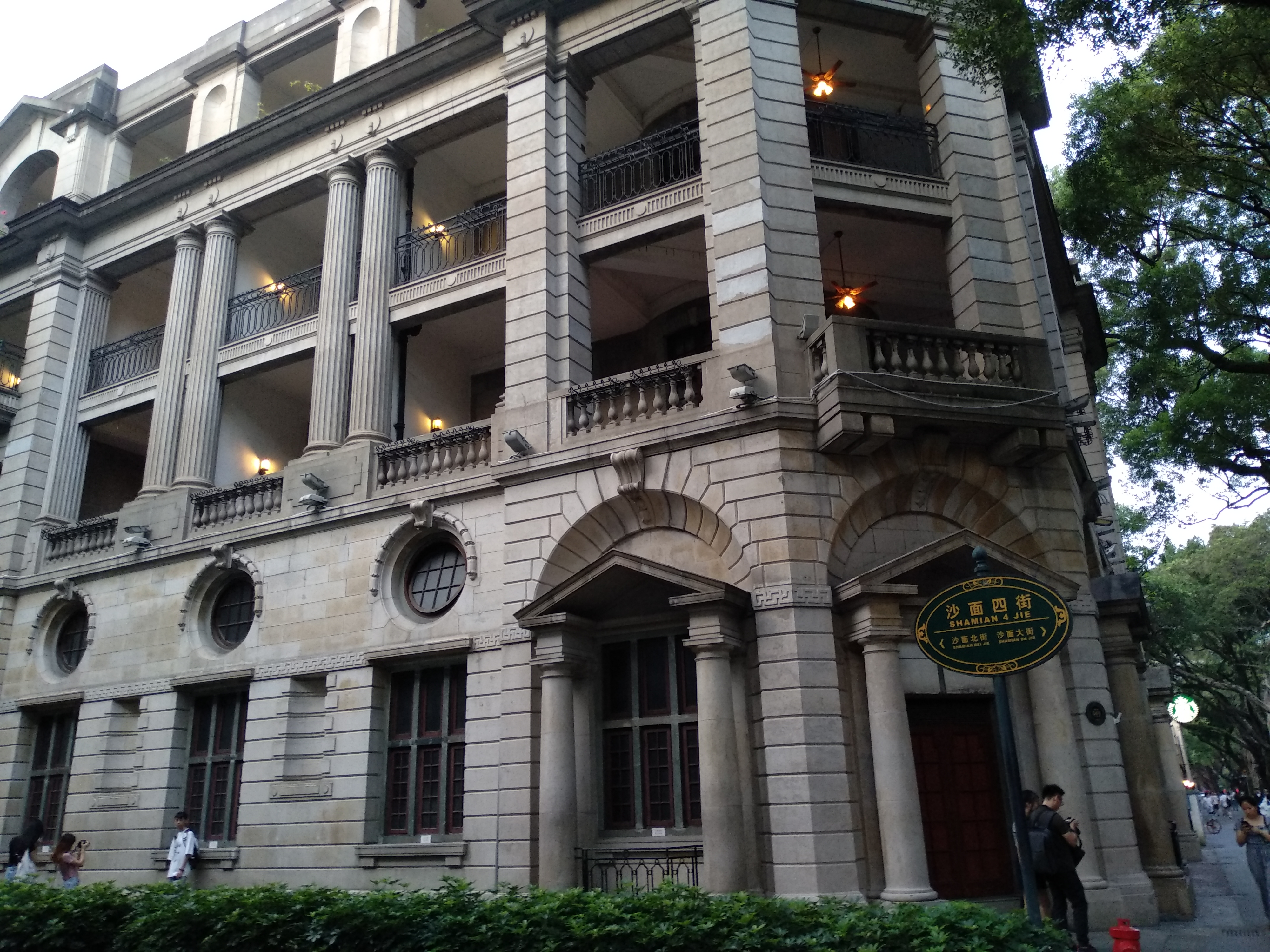
Здание Hongkong & Shanghai Bank
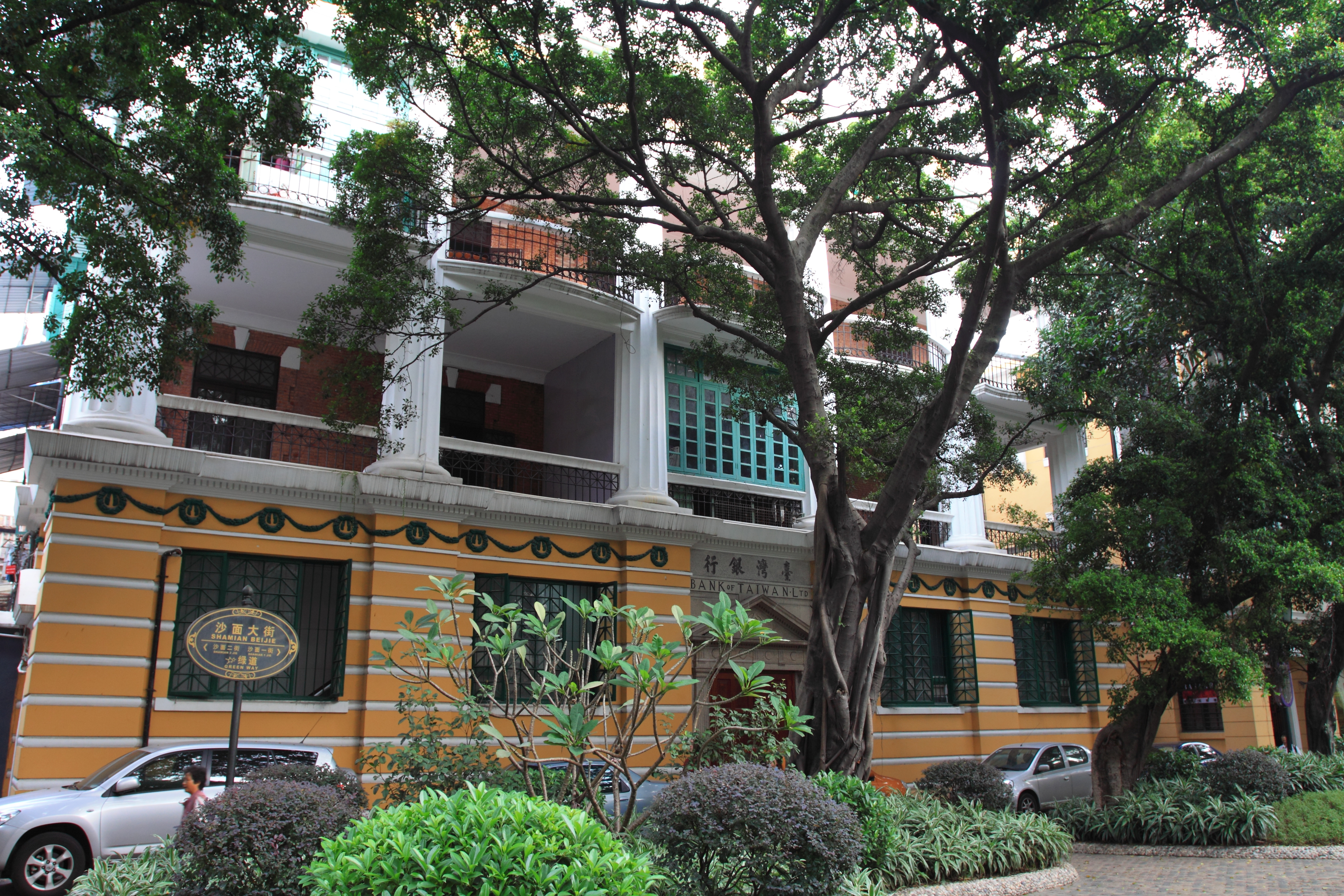
Здание Bank of Taiwan

Важной отраслью экономики Шамяня является туризм. Многочисленных посетителей привлекают пешеходные улицы и набережные, тихие скверы и исторические здания в западном неоклассическом стиле. На острове расположено несколько отелей и хостелов, а также множество сувенирных магазинов, ресторанов и кафе (в том числе сетевые заведения Starbucks).
На южной набережной возвышается 34-этажный пятизвёздочный отель White Swan. Его в 1983 году построил гонконгский магнат Генри Фок. В разное время в отеле останавливались Ху Яобан, Чжао Цзыян, Дэн Сяопин, Ким Чен Ир, Ли Куан Ю, Елизавета II, Гельмут Коль, Ричард Никсон, Джордж Буш и Генри Киссинджер. В 2016 году White Swan вновь открылся после трёхлетней реконструкции. В исторических зданиях Шамяня размещаются отели Victory, Shamian, Etan, Yuehai и Oversea Chinese Hotel.
На северном берегу канала, отделяющего Сигуань от Шамяня, расположены многоуровневый торговый центр Metropolitan Plaza и большой рынок Цинпин, на котором продают средства традиционной китайской медицины, а также овощи, фрукты и мясо.

## Транспорт

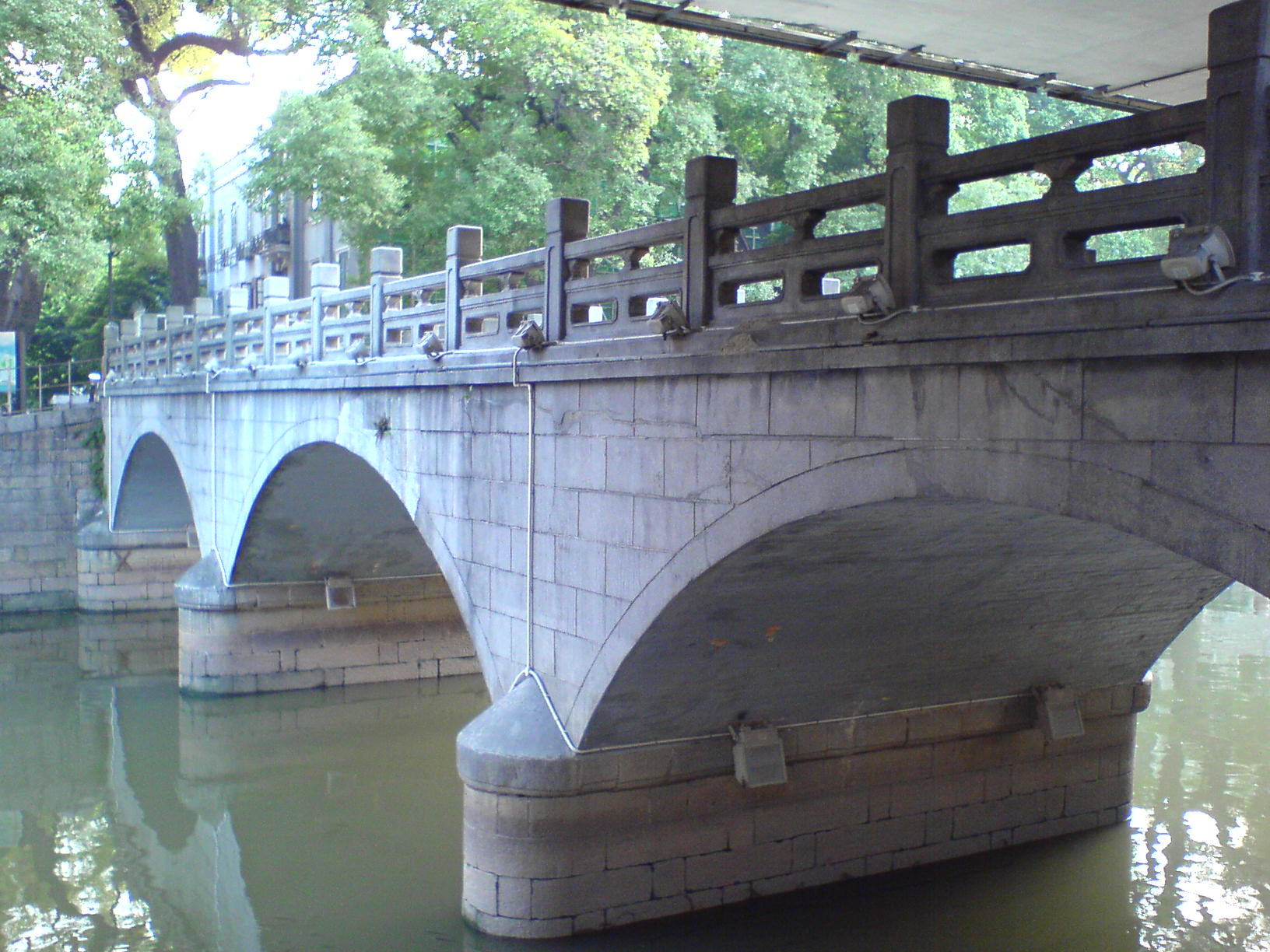
Западный мост

С материком остров Шамянь соединяют пять мостов, в том числе Восточный мост, Западный мост и Новый Западный мост. Въезд на остров общественного транспорта, туристических автобусов и легковых автомобилей ограничен (кроме машин резидентов Шамяня). У западной оконечности острова под Жемчужной рекой пролегает автомобильный тоннель Чжуцзян. У восточной оконечности острова через Жемчужную реку переброшен мост, соединяющий районы Ливань и Хайчжу (по нему проходит Внутренняя кольцевая дорога Гуанчжоу).
В юго-западной части острова расположен паромный причал. Ближайшей к Шамяню станцией метро является Хуанша, на которой пересекаются 1-я и 6-я линии (от станции метро попасть на остров можно по путепроводу, проложенному над оживлённой кольцевой дорогой).

## Культура

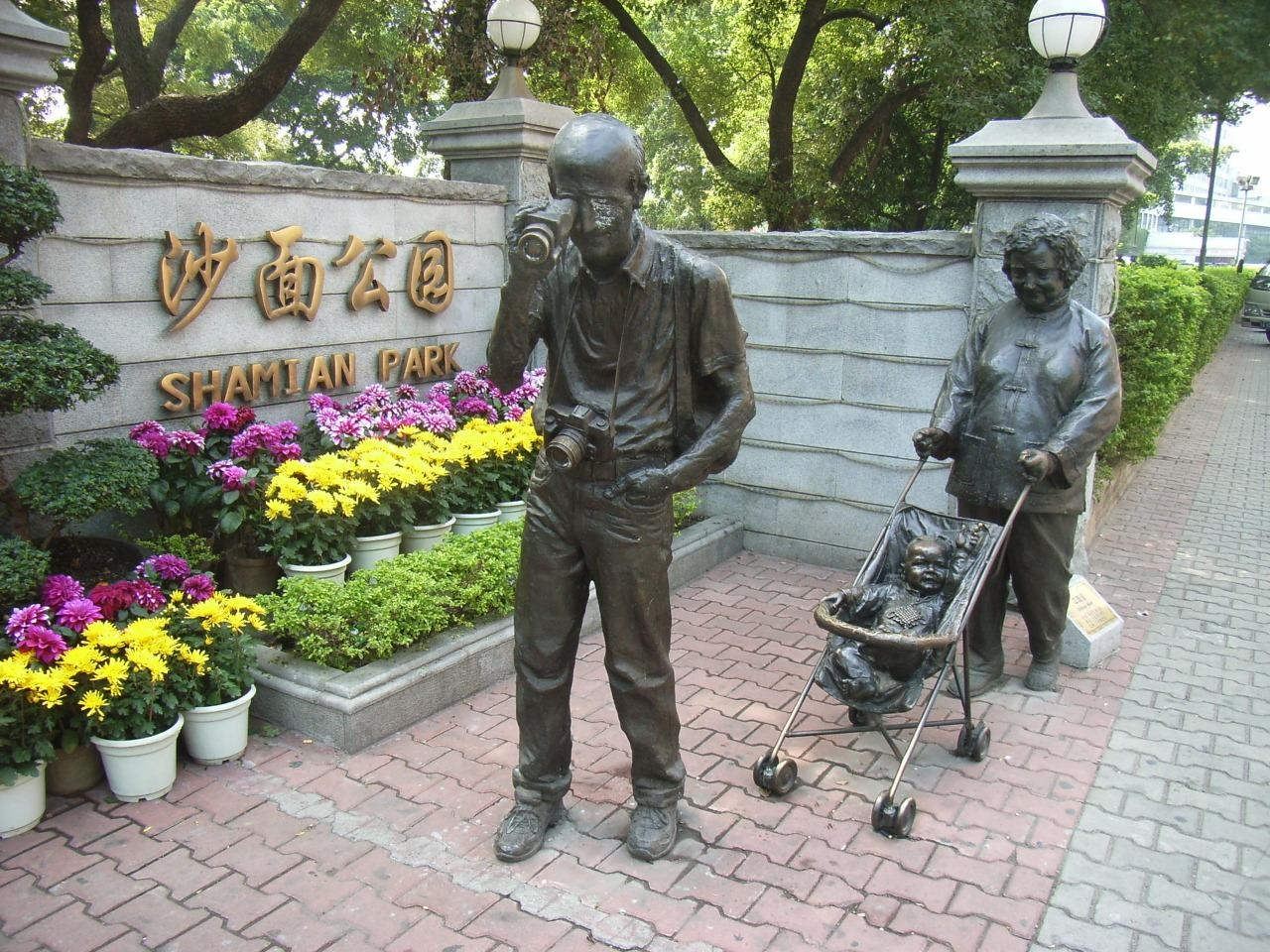
Уличная скульптура

В районе расположены важные культурные учреждения, в том числе Шамяньский культурный центр с музеем и библиотекой, выставочный зал художественной керамики Хуагуан, музей иностранных дел Гуандуна, музей Лаодянь и несколько частных художественных галерей.
На улицах и в скверах острова установлено много современных бронзовых скульптур, изображающих повседневный быт и сценки из жизни.

## Образование
На острове расположены Шамяньская начальная школа и Шамяньская экспериментальная школа, а также детский сад.

## Спорт
На южном побережье острова расположены Шамяньский парк и теннисные корты.

## Галерея

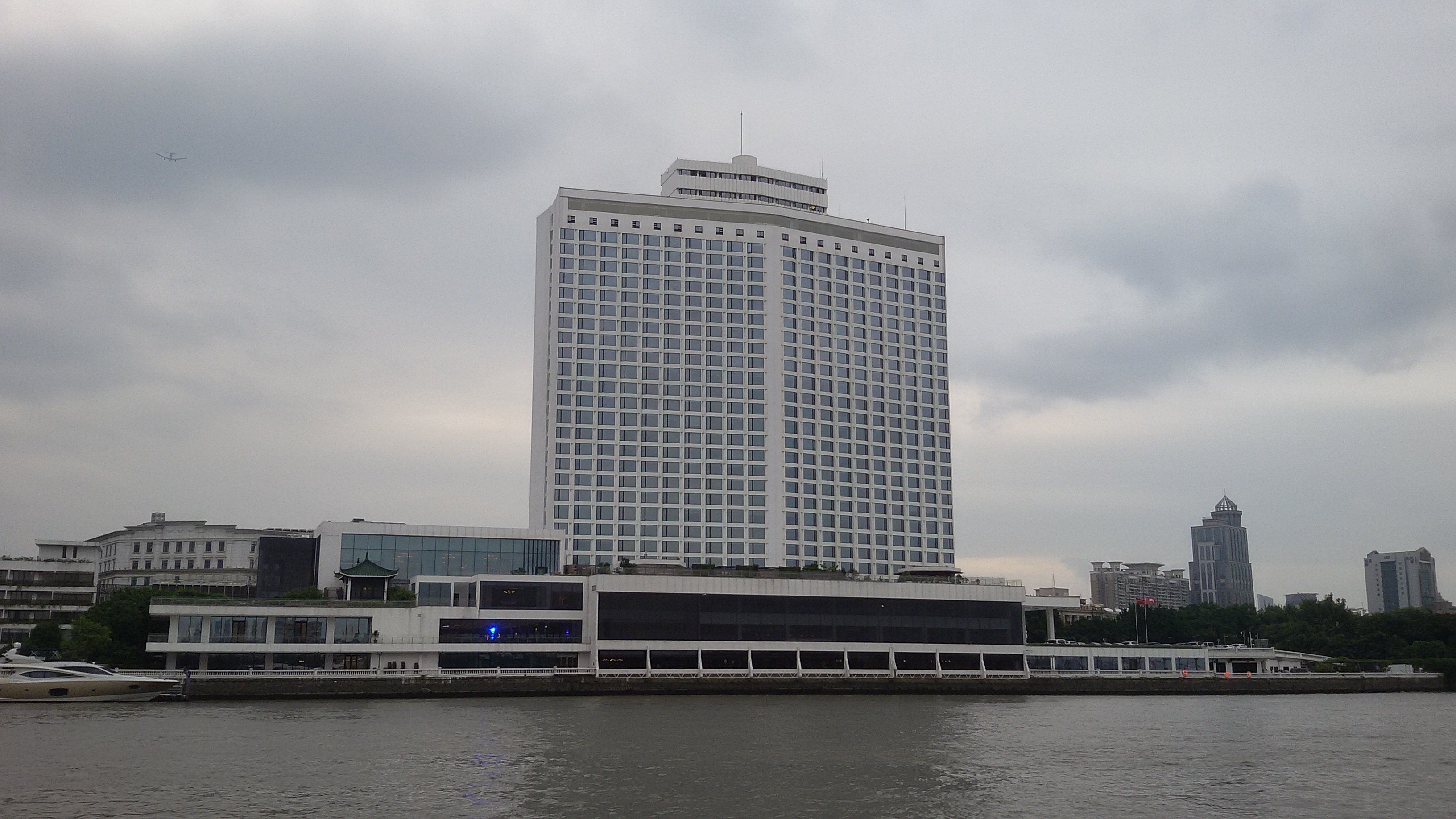
Отель White Swan
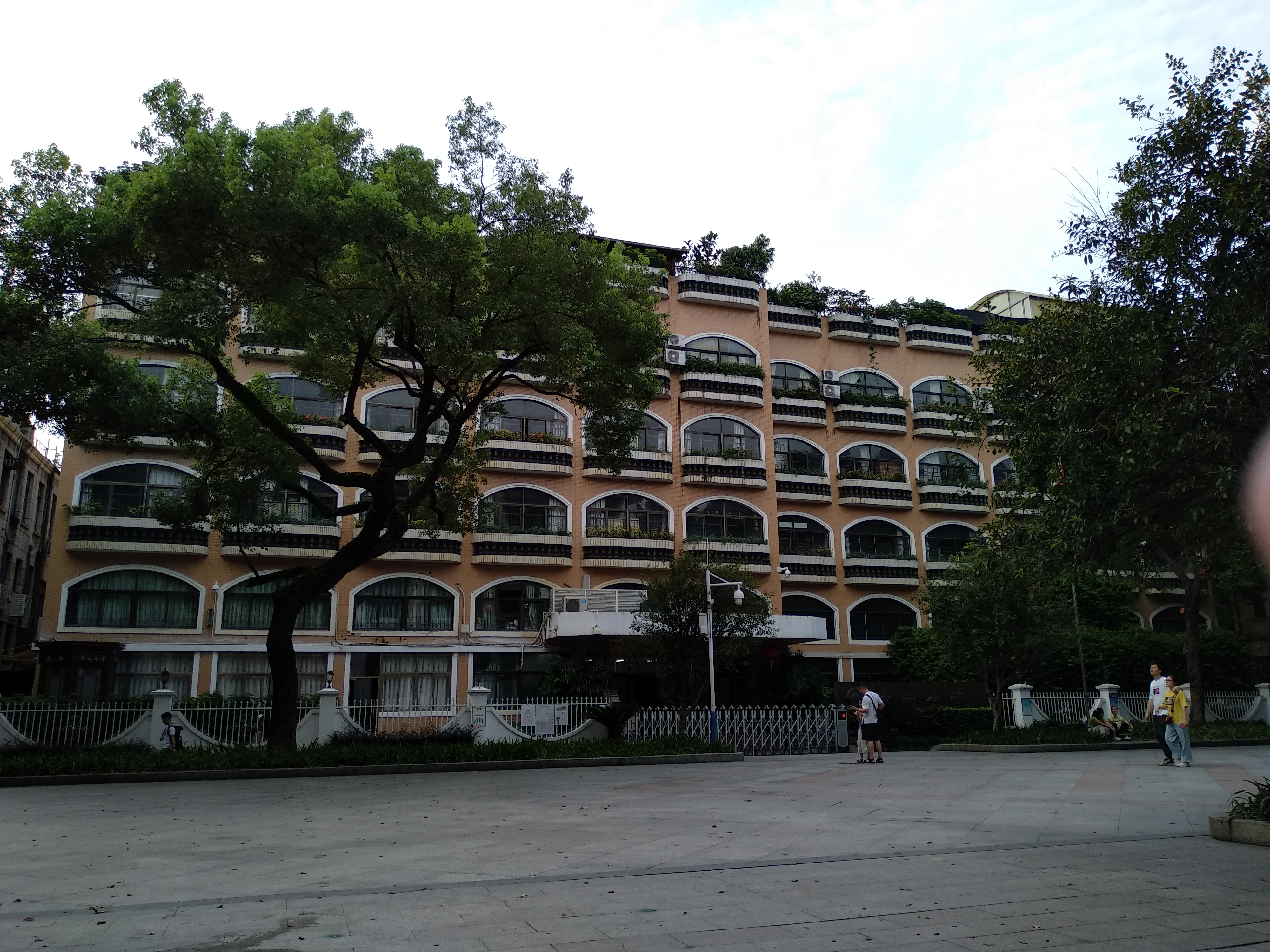
Начальная школа
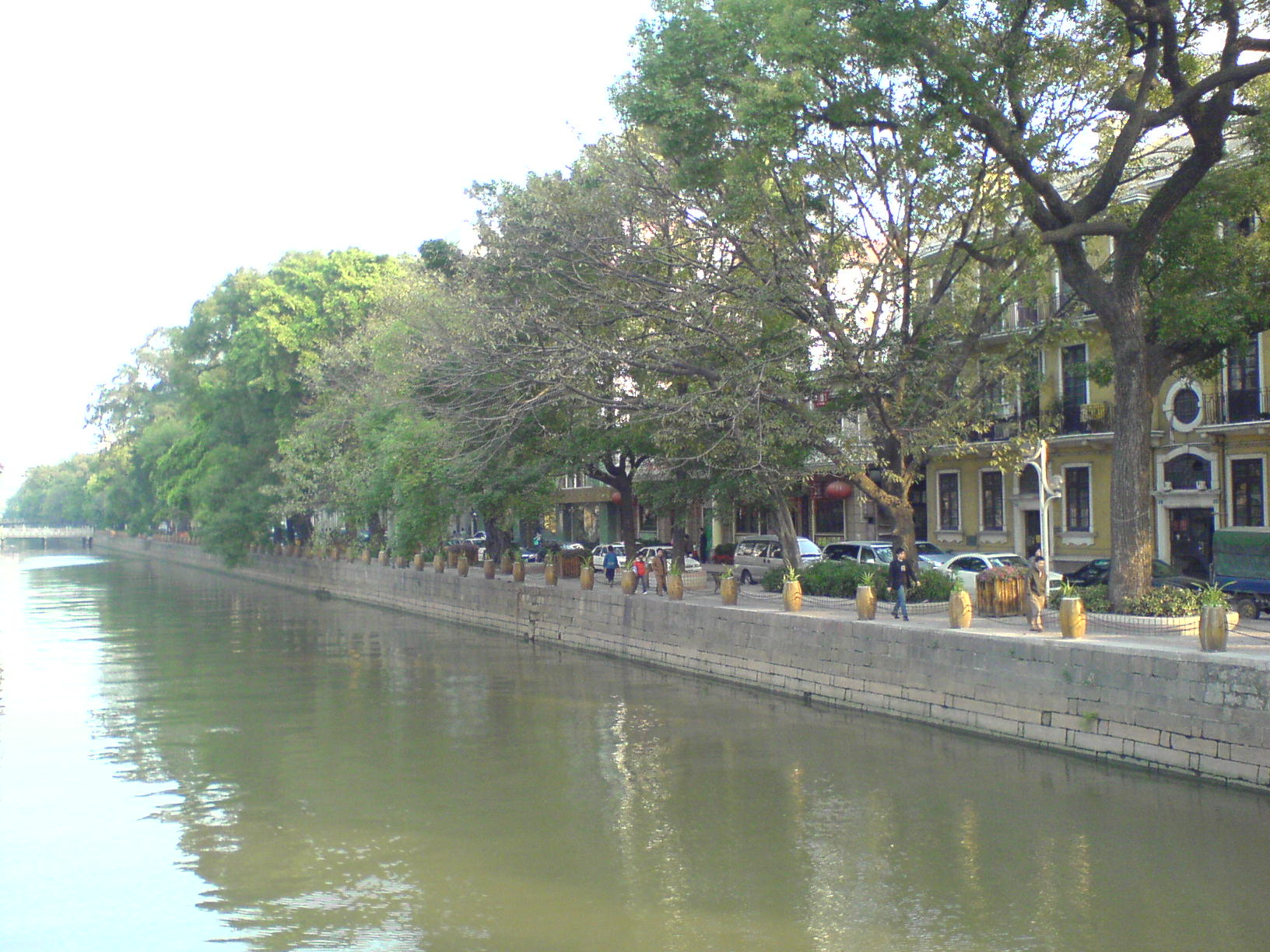
Северная набережная
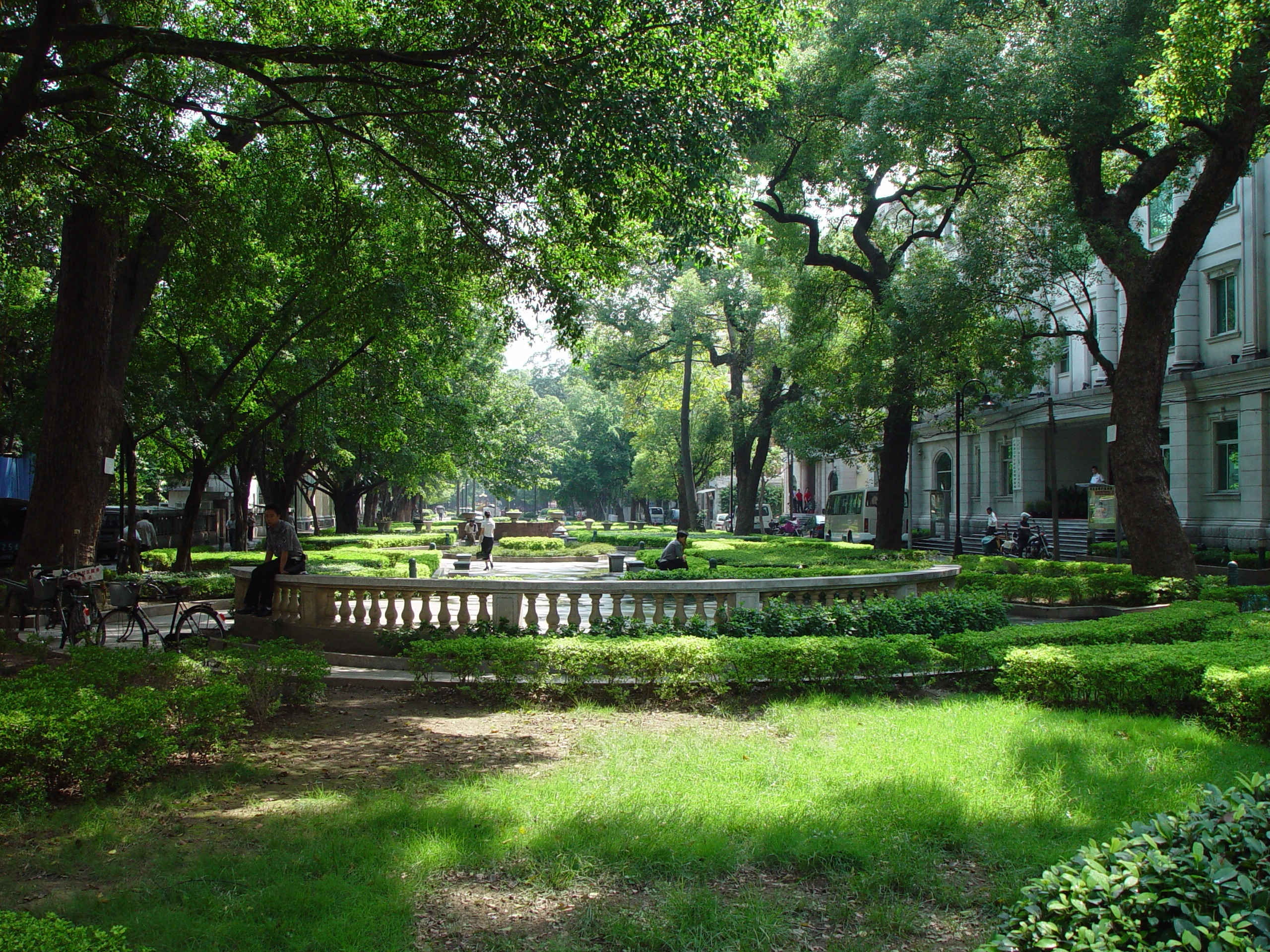
Общественный сад
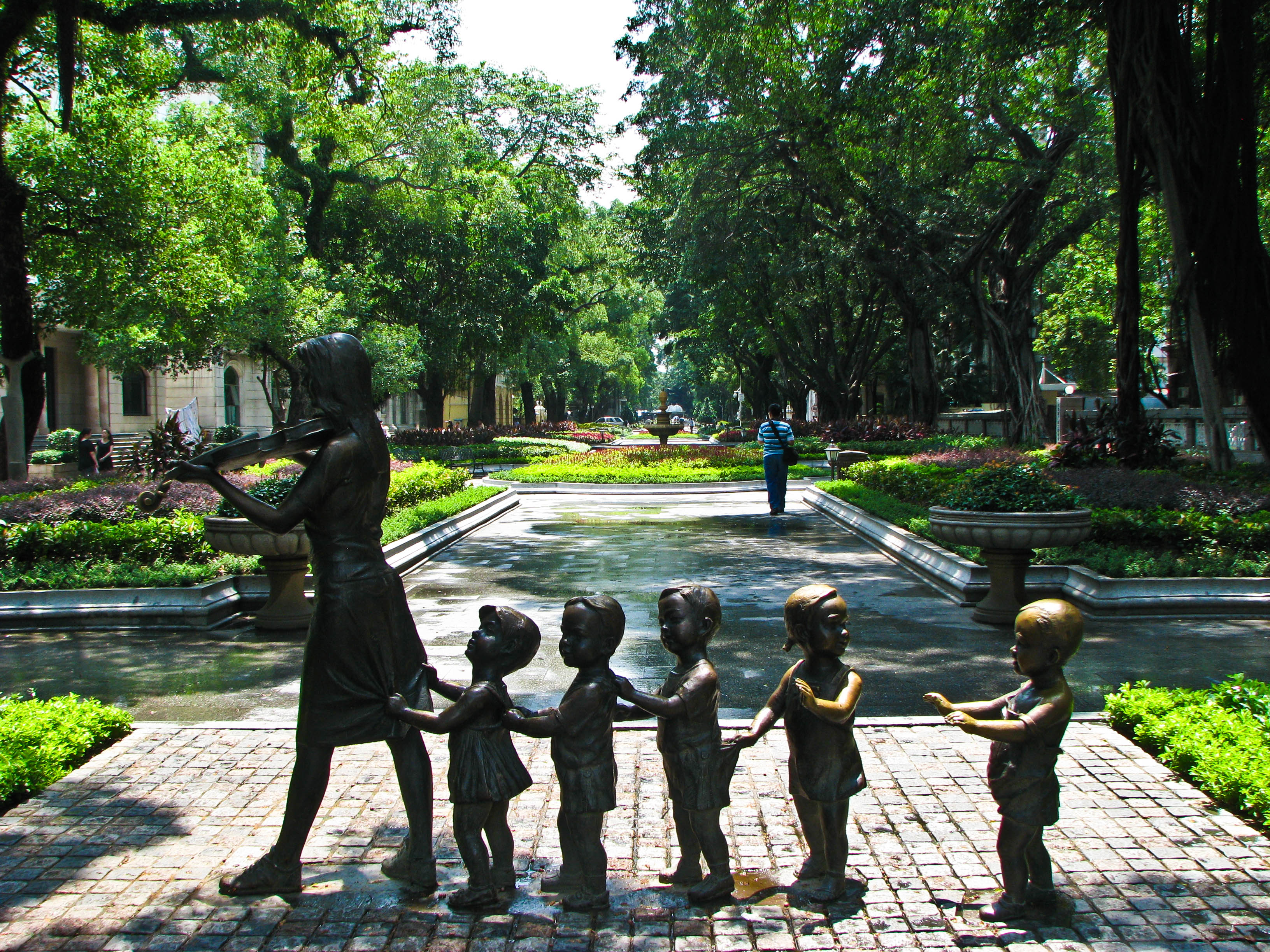
Уличные скульптуры
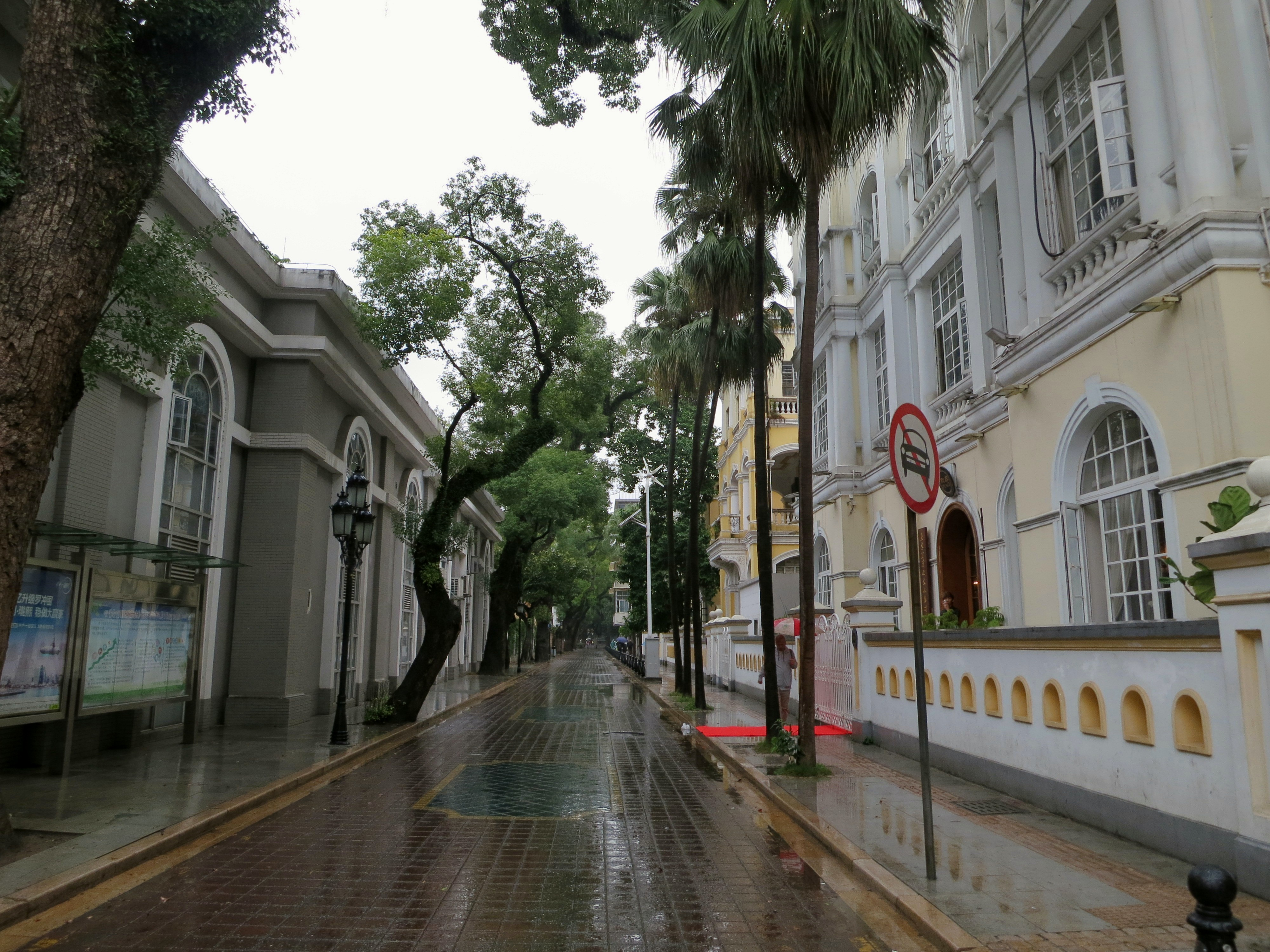
Одна из улиц